# IVX-411
IVX-411 je kandidátem na vakcínu proti nemoci covid-19. Jedná se o nanočásticovou vakcínu, kterou vyvíjí společnost Icosavax. V listopadu 2021 procházela klinickou studií fáze I/II v Austrálii. Vakcína pochází z výzkumu Institutu proteinového designu a lékařské fakulty Washingtonské univerzity. Obě instituce patří pod Washingtonskou univerzitu.